# Reloj de ajedrez

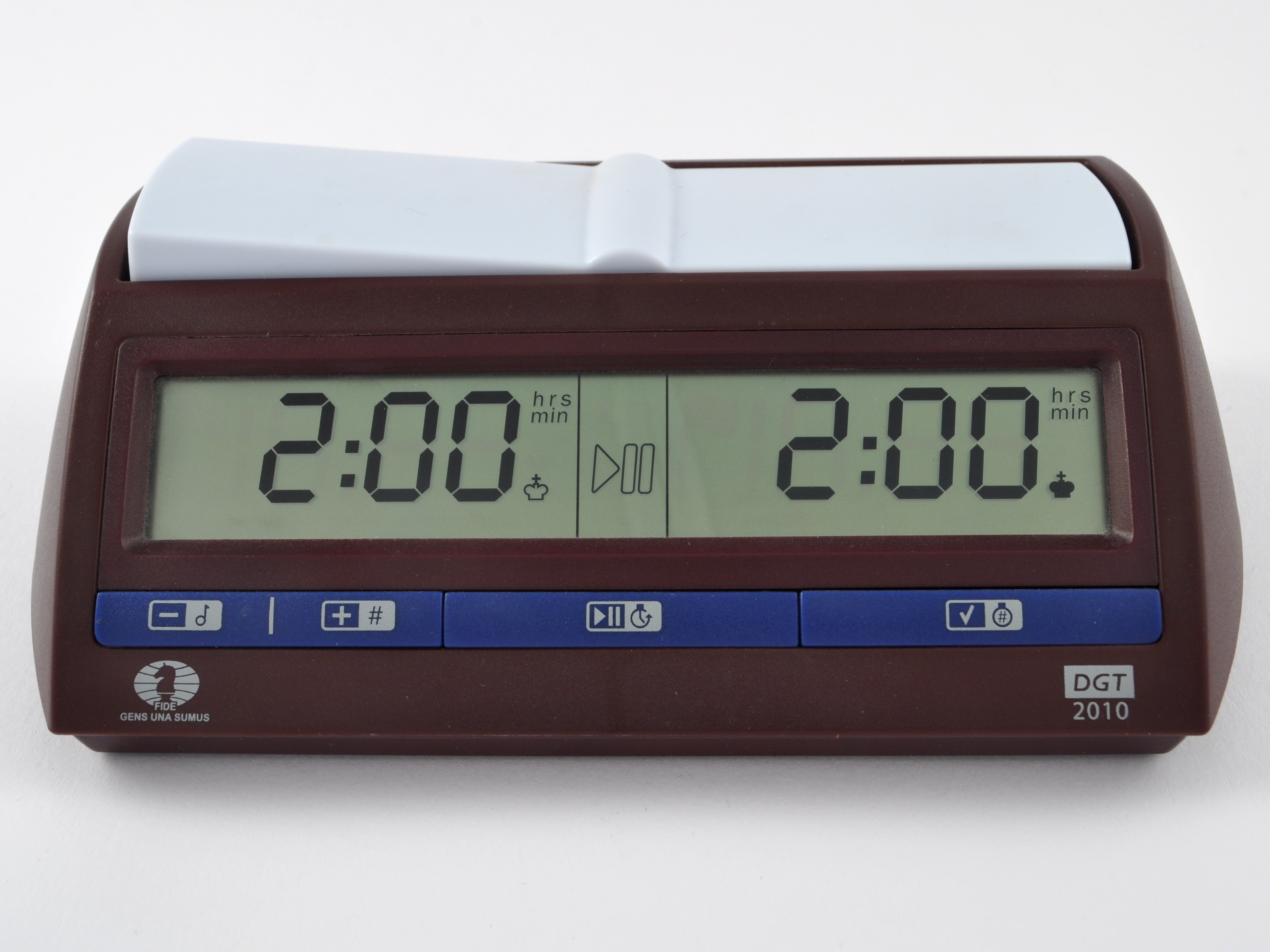
Reloj digital de ajedrez DGT.

Un reloj de ajedrez es un reloj de doble esfera que contabiliza el tiempo invertido por cada jugador al pensar sus jugadas durante una partida de ajedrez. Estos relojes se utilizan en ajedrez y otros juegos por turnos entre dos jugadores. Los relojes de ajedrez tienen botones para detener un reloj y poner en marcha el otro, de modo que los dos relojes nunca funcionen simultáneamente. El propósito de los relojes de ajedrez es controlar los límites de tiempo de una partida de ajedrez, para evitar que la partida o el turno de uno de los jugadores se prolongue indefinidamente. 
Los relojes de ajedrez se utilizaron por primera vez en torneos a partir del torneo de Londres de 1883.  Desde entonces, su uso se ha extendido a los torneos de Scrabble, shogi, go y casi todos los juegos de tablero competitivos para dos jugadores, así como a otros tipos de juegos. 

## Historia

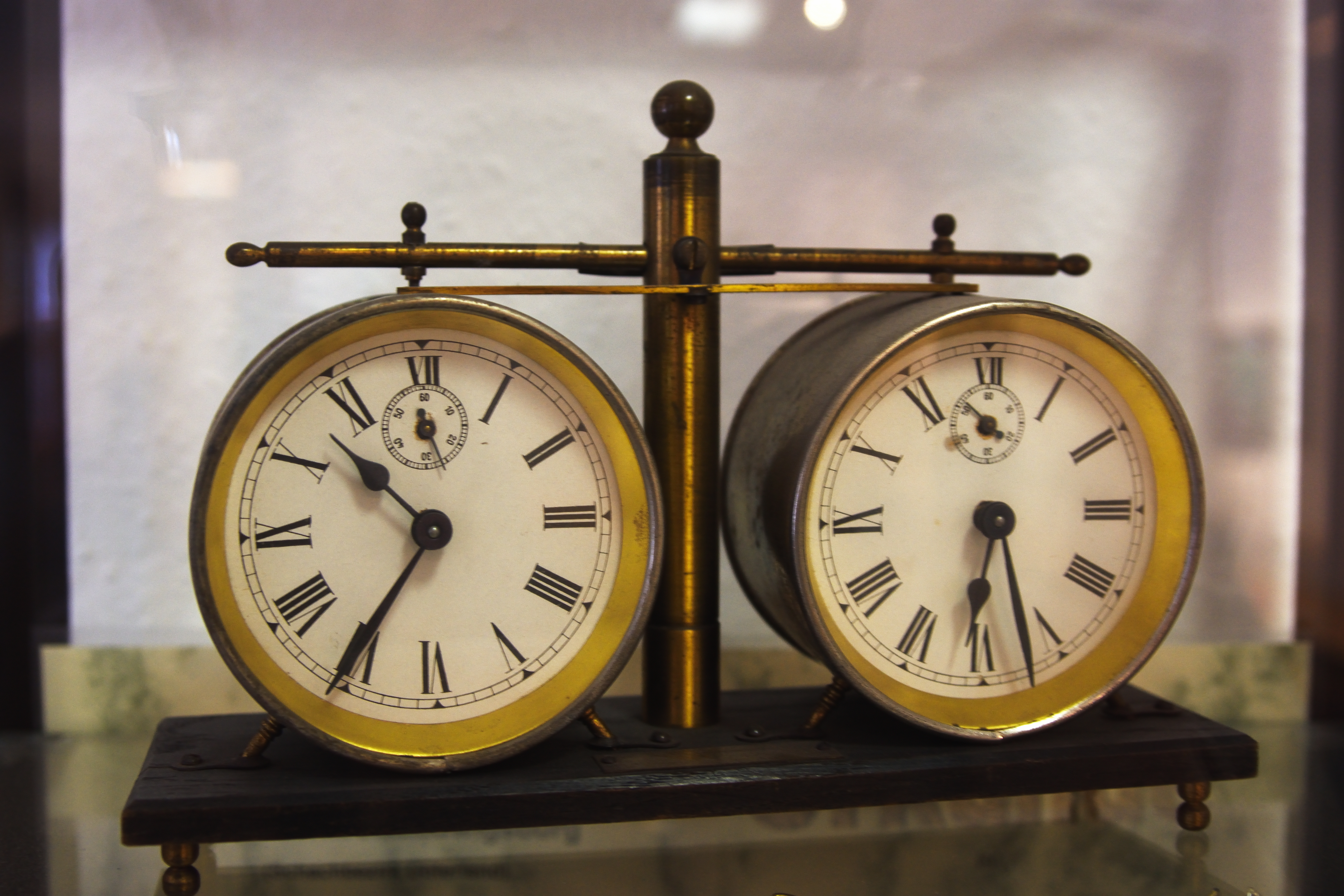
Reloj de ajedrez antiguo.

Hasta la segunda mitad del siglo XIX no había límite para pensar en el ajedrez. En 1843, por ejemplo, el maestro de ajedrez francés Alexandre Deschapelles informó en una carta que las partidas del encuentro entre Howard Staunton y Pierre Saint-Amant en el Café de la Régence de París habían durado una media de nueve horas. No se pudo jugar una partida en un día debido a la fatiga de ambos jugadores, por lo que se interrumpió y el encuentro continuó al día siguiente. 
En el torneo de Londres de 1851 se dieron dos anécdotas protagonizadas también por Howard Staunton. La primera, en una de sus partidas contra Adolf Anderssen, que se extendió por más de ocho horas (casi todas consumidas por Staunton). La segunda, cuando abandonó una partida contra Williams por el tercer puesto, harto de esperar la respuesta de su oponente. La primera partida del encuentro entre Paul Morphy y Louis Paulsen de 1857 en Nueva York, duró unas 15 horas, de las cuales Paulsen consumió unas 12.

### Relojes de arena
El primer registro escrito sobre el uso de un dispositivo para limitar el tiempo de reflexión se puede encontrar en 1861 en informes sobre un encuentro entre Adolf Anderssen e Ignaz von Kolisch. El dispositivo constaba de dos relojes de arena giratorios. Cuando un jugador hacía su movimiento, colocaba su propio reloj de arena en posición horizontal y el del oponente en posición vertical. Si se acababa el reloj de arena de un jugador, había perdido el juego de acuerdo con las reglas. Debido a su manejo poco práctico, este dispositivo solo se usó en algunos torneos importantes. 
En ese momento, exceder el tiempo de reflexión se manejaba de manera menos estricta que hoy, presumiblemente porque el método de medición del tiempo era muy impreciso. Cecil De Vere, por ejemplo, se negó a ganar una posición perdedora en el torneo internacional de Baden-Baden en 1870 porque su oponente Louis Paulsen excedió su tiempo; en cambio, el juego se repitió por mutuo acuerdo de los jugadores.

### Cronómetros
En 1866, en el encuentro entre Anderssen y Steinitz, se utilizaron por primera vez cronómetros operados por árbitros para medir el tiempo. Los cronómetros aumentaron la precisión de la medición y la operación de los árbitros evitó la manipulación. Perder un juego olvidándose de presionar el reloj no era posible de esta manera. En ese momento, los jugadores aún podían usar los relojes de arena anteriores si lo deseaban.

### Relojes mecánicos

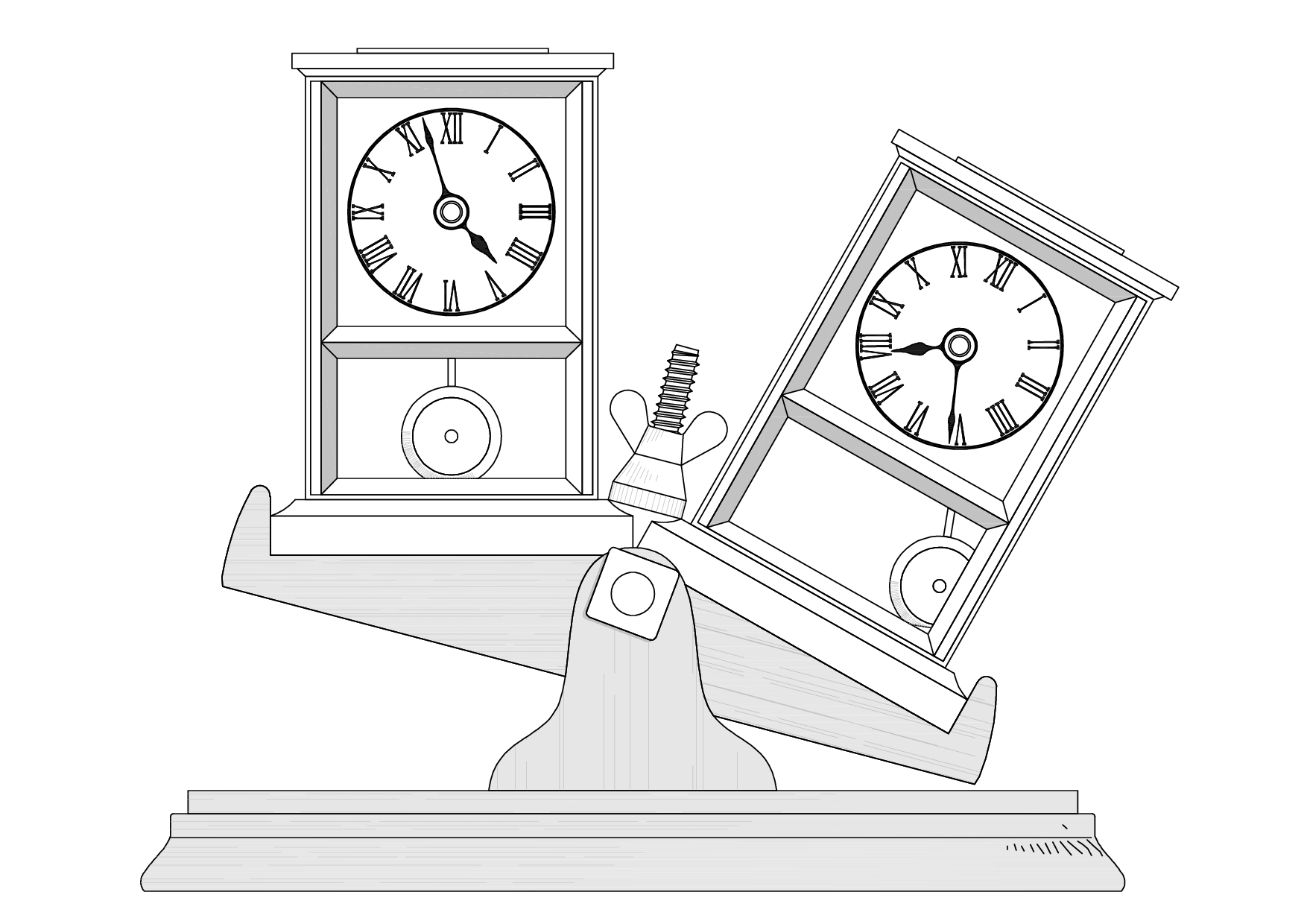
Ilustración de un reloj de ajedrez de péndulo de finales de.

El primer reloj de ajedrez puramente mecánico fue inventado por el relojero inglés Thomas Bright Wilson (1843-1915). Wilson, quien era secretario del Manchester Chess Club en ese momento, lo construyó después de hablar con el gran maestro Joseph Henry Blackburne. Constaba de dos relojes de péndulo que se podían detener alternativamente con una barra en movimiento. Este tipo de reloj se utilizó por primera vez en el Torneo Internacional de Londres de 1883.
En 1899, HDB Mejer, el entonces secretario de la Asociación Neerlandesa de Ajedrez, sugirió equipar la esfera del reloj con una manecilla llamada "bandera" (ver más abajo) para poder determinar exactamente cuándo un jugador excedió su tiempo de pensamiento. Un reloj de ajedrez de este tipo con bandera se utilizó por primera vez en Alemania en agosto de 1908 en el Congreso de la Deutscher Schachbund en Düsseldorf. No fue hasta 1919 que estos relojes se convirtieron en la norma.
Los relojes de péndulo fueron reemplazados gradualmente por mecanismos de resorte de precisión y la barra que conecta ambos mecanismos con una palanca oscilante. Este desarrollo culminó en los relojes de ajedrez analógicos que se han utilizado hasta el auge de los relojes digitales.

### Relojes digitales
En 1973, para abordar los problemas con los relojes analógicos, Bruce Cheney, un estudiante de ingeniería eléctrica y ajedrecista de la Universidad de Cornell, creó el primer reloj de ajedrez digital como un proyecto para un curso de EE de pregrado. El primer reloj de ajedrez digital disponible comercialmente fue patentado en 1975 por Joseph Meshi y Jeffrey R. Ponsor. Lo llamaron Micromate-80. Sólo se fabricó uno, y fue probado por jugadores de ajedrez en múltiples torneos. Tres años más tarde, se produjo un Micromate-180 muy mejorado junto con la tesis de MBA de Meshi, "Análisis de demanda para un nuevo producto (el reloj de ajedrez digital)", en la Universidad Estatal de San Diego, mientras Meshi y Ponsor continuaban desarrollando juegos digitales.
En la década de 1980, los inventores privados desarrollaron los primeros prototipos de relojes de ajedrez digitales basados en circuitos electrónicos y alimentados por baterías. En 1985, Ben Bulsink, entonces estudiante de la Universidad de Twente en los Países Bajos, construyó el primer reloj de ajedrez electrónico que muchos ajedrecistas y asociaciones de ajedrez consideraron bueno (la revista de la Asociación Holandesa de Ajedrez lo llamó: "el reloj de ajedrez perfecto"), pero debido a su producción individual a mano era demasiado caro para uso a gran escala.
El excampeón mundial Bobby Fischer, sólicitó en 1988 la patente estadounidense 4.884.255 (otorgada en 1989) para un nuevo tipo de reloj de ajedrez digital. El reloj digital de Fischer daba a cada jugador un período de tiempo fijo al comienzo de la partida, mas una pequeña cantidad después de cada movimiento. Joseph Meshi llamó a esto "acumulación" porque era una característica principal de su Micromate-180 patentado (Patente de Estados Unidos 4.247.925, 1978). Esto se convirtió en la característica del reloj de Fischer patentado diez años después. De esta manera, los jugadores nunca se quedarían desesperadamente cortos de tiempo. Este método de cronometraje se denomina "incremento", "bonificación" o "modo Fischer".
El control de tiempo con incremento se utilizó por primera vez en el encuentro Fischer-Spassky de 1992, jugado a un ritmo de una hora para toda la partida, más un minuto de incremento por jugada. Rápidamente se hizo popular el uso de relojes digitales en el mundo del ajedrez en general. En torneos de la FIDE se utilizaron por primera vez en la olimpiada de ajedrez de 1994 en Moscú, y con incremento, en el Campeonato Mundial de Ajedrez FIDE 1998.
En 1992 Ben Bulsink, junto con Albert Vasse y Paul Arentz, suministró relojes para el torneo Melody Amber y planeó su producción en masa. El proyecto fue un éxito, los tres fundaron la empresa DGT Projects, y en 1993 la FIDE cerró un contrato de 3 años según el cual DGT Projects debería producir "el primer reloj de ajedrez oficial de la FIDE". En 1994 llegó el DGT FIDE al mercado, el primer reloj de ajedrez digital oficialmente respaldado por la FIDE. 
El 10 de marzo de 1994, los inventores Frank A. Camaratta Jr. de Huntsville, Alabama, y William Goichberg de Salisbury Mills, Nueva York, presentaron una solicitud de patente para un temporizador de juego especialmente adecuado para jugar al ajedrez, que empleaba una (simple) función de "retraso". El temporizador del juego proporciona, entre otras características, un retraso definible por el usuario entre el momento en que se presiona el botón de activación y el momento en que el reloj activado realmente comienza a contar hacia atrás. La patente de los Estados Unidos 5.420.830 se emitió el 10 de mayo de 1995 y posteriormente los inventores la asignaron a la Federación de Ajedrez de los Estados Unidos. Al igual que con el reloj Fischer, el beneficio del reloj de demora es reducir la probabilidad de que un jugador con superioridad posicional o material pierda una partida solo por haber agotado su tiempo.

## Relojes analógicos

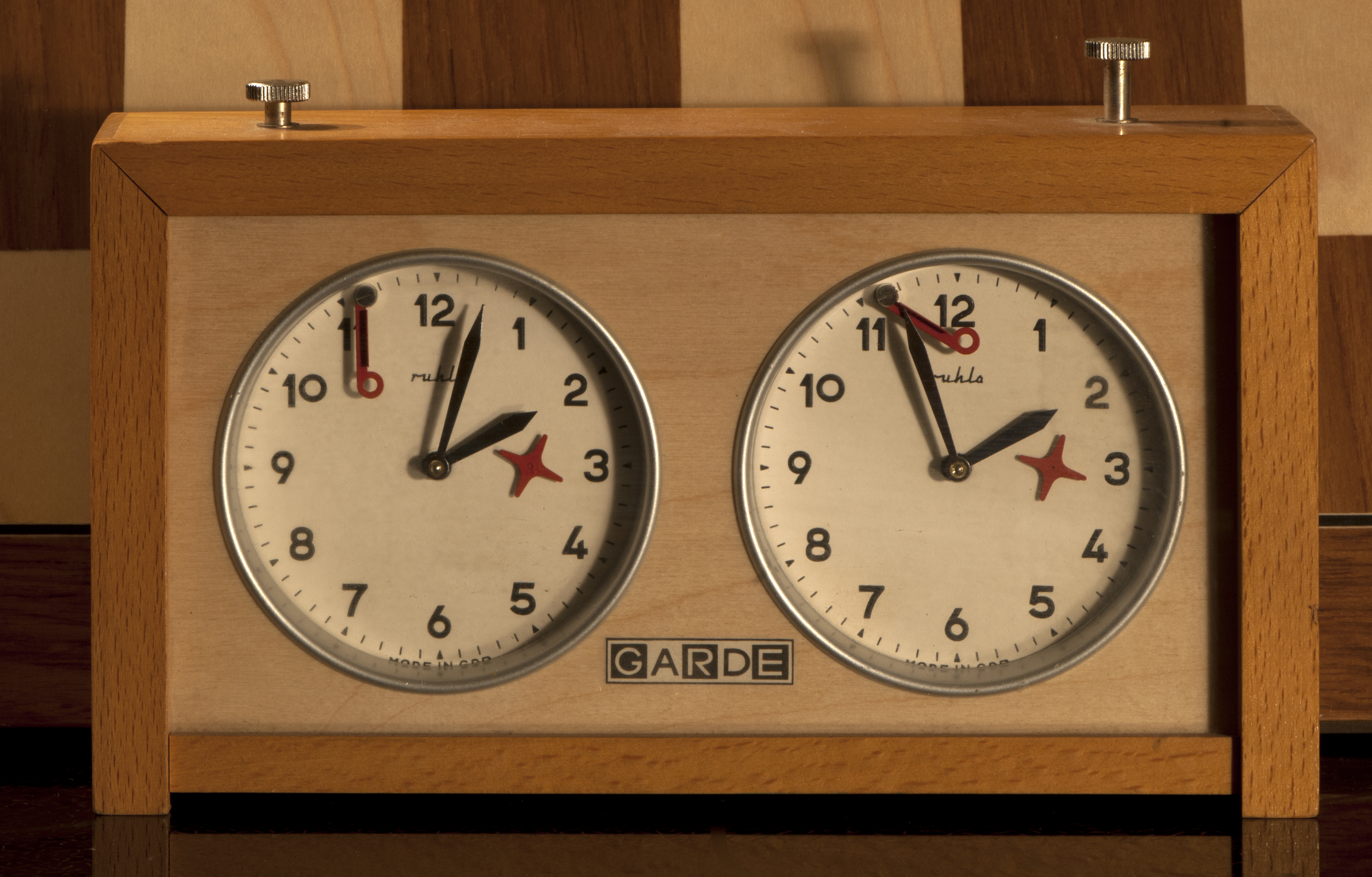
Reloj analógico marca Garde, de uso oficial para la FIDE hasta los años 90.

Un reloj analógico consta de una carcasa que aloja dos relojes de cuerda separados. El reloj se opera presionando uno de los botones de un balancín, ubicados en la parte superior. Esto detiene el reloj del lado del botón presionado, y pone en marcha el otro. El balancín incorporado asegura que ambos relojes no puedan funcionar al mismo tiempo, aunque al equilibrar los dos botones se detienen ambos relojes, que es la posición de reposo del reloj. 
El reloj analógico se utiliza para los controles de tiempo llamados "muerte súbita" o "a finish", en los que hay un límite de tiempo para la partida o el número de jugadas establecido (por ejemplo, dos horas para 40 jugadas). El límite de tiempo se hace coincidir con las 12 en punto del reloj. Cuando a un jugador le quedan menos de cinco minutos, el minutero de su reloj levanta una manecilla roja llamada "bandera". Cuando se excede el límite de tiempo, el minutero deja caer la bandera; y al jugador en cuyo reloj se cae la bandera, pierde la partida por tiempo. Por esta razón, este control de tiempo también se llama "a caída de bandera". 
A diferencia de los relojes digitales, con un reloj analógico puede ocurrir que ambas banderas caigan sin ser posible determinar cuál cayó primero. En ese caso, según el artículo III.3.3.1 de las directrices de las leyes del ajedrez de la FIDE para partidas sin incremento, la partida puede continuar si no es el último periodo de tiempo establecido (en modo "guillotina"), o ser declarada tablas si es el último o el único periodo de tiempo de la partida.

### Reloj analógico para jugadores con discapacidad visual

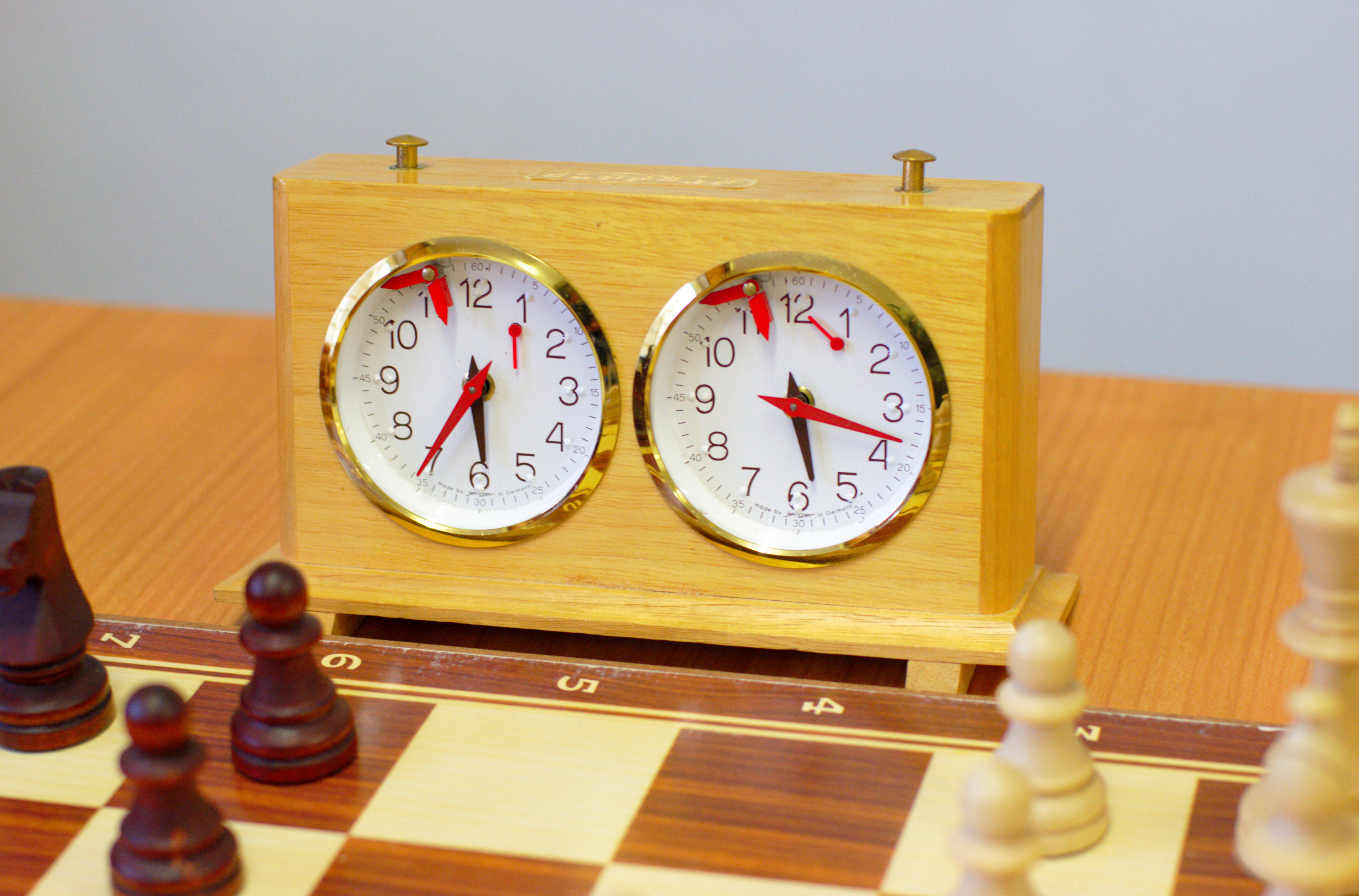
Reloj analógico para personas con discapacidad visual.

El reloj de ajedrez analógico para jugadores con discapacidad visual se utiliza en juegos en los que participa al menos un jugador con esta discapacidad. A diferencia de los relojes analógicos convencionales, dicho reloj tiene una esfera más grande que no está cubierta por un cristal. Esto permite al jugador con discapacidad visual sentir la posición del puntero con la mano y leer el tiempo transcurrido. La suspensión de puntero especialmente robusta evita que se ajuste la hora. Con este modelo de reloj, la bandera hace un ruido claramente audible cuando cae, lo que permite al jugador con discapacidad visual notar inmediatamente que se ha excedido el tiempo. 

## Relojes digitales

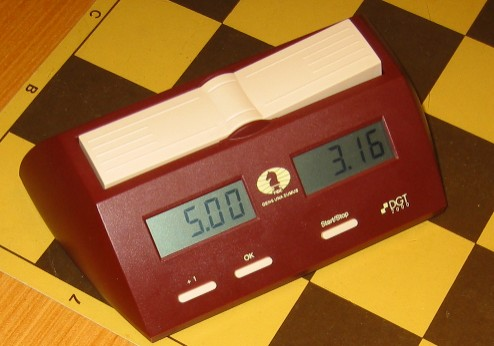
Reloj digital de ajedrez DGT

El reloj de ajedrez digital se basa en el reloj de ajedrez analógico, excepto por varias diferencias. El reloj utiliza un solo mecanismo electrónico digital, alimentado por pilas. Los tiempos disponibles se muestran en una pantalla LCD doble. Los relojes digitales se ponen en marcha y se detienen con botones específicos. También permiten ver cuál jugador agota primero su tiempo, e incluyen alertas sonoras para jugadores con discapacidad visual. Los relojes de ajedrez digitales pueden programarse para permitir más controles de tiempo que los relojes analógicos.

## Controles de tiempo
- Caída de bandera: También llamado "a finish" o "muerte súbita", consiste simplemente en un límite de tiempo para toda la partida.
- Modo guillotina: En este modo la partida se divide en varios periodos, para los cuales hay que realizar un número de jugadas determinado. La caída de bandera aplica para el final de cada periodo. El modo más usado en torneos hoy en día es de 100 minutos para las primeras 40 jugadas, más 50 minutos para las siguientes 20, más 30 minutos para terminar la partida, con incremento desde la jugada inicial (o la que establezca la organización).
- Incremento: También llamado "modo Fischer" o bonificación, es un incremento adicional por cada jugada al tiempo asignado inicialmente a un jugador. Es el modo más popular y utilizado en ajedrez tanto aficionado como de competición, especialmente en partidas a ritmo rápido o blitz. Suele indicarse como el tiempo inicial más el de incremento en segundos; por ejemplo, una partida de blitz a 3+2 significa que el jugador dispone de 3 minutos para la partida, con incremento de 2 segundos por jugada.
- Modo Bronstein: Ideado por el gran maestro David Bronstein, equivale al modo de incremento simple pero nunca se sobrepasa el tiempo inicial asignado.
- Modo con retraso: Consiste en que en lugar de agregar tiempo a un jugador, el reloj hace una pausa y deja de contar hacia atrás por el tiempo establecido. Por ejemplo, una partida a 5+3 significa que un jugador tiene 5 minutos para toda la partida, y el reloj se detiene tres segundos cada vez que sea su turno, para luego seguir contando hacia atrás. Este sistema, llamado también US delay, es muy popular en los torneos estadounidenses. Matemáticamente es equivalente al modo Bronstein.
- Modo reloj de arena: Consiste en sumar a un jugador el tiempo de reflexión usado por su oponente en cada jugada.
- Byo-yomi: Es un modo de control de tiempo del go. Consiste en periodos de tiempo adicionales para hacer una jugada, una vez agotado el tiempo asignado para la partida.

## Otros usos
Los relojes de ajedrez también pueden ser usados para controlar el tiempo en debates o audiencias. El doctor Karl-Heinz Böckstiegel, profesor de derecho de la Universidad de Colonia, ha ideado un sistema de reglas y control de tiempo con relojes de ajedrez para las audiencias de arbitraje, interrogatorios y presentación de evidencias de ambas partes involucradas en un juicio o proceso.